# Bistum Quixadá
Das Bistum Quixadá (lat.: Dioecesis Quixadensis) ist eine in Brasilien gelegene römisch-katholische Diözese mit Sitz in Quixadá im Bundesstaat Ceará. Ihr Gebiet umfasst die Gemeinden Banabuiú, Boa Viagem, Capistrano, Choró, Ibaretama, Itapiúna, Itatira, Madalena, Quixadá und Quixeramobim.

## Geschichte
Das Bistum Quixadá wurde am 13. März 1971 durch Papst Paul VI. mit der Apostolischen Konstitution Qui summopere aus Gebietsabtretungen des Erzbistums Fortaleza errichtet und diesem als Suffraganbistum unterstellt.

## Bischöfe von Quixadá
- Joaquim Rufino do Rêgo, 1971–1986, dann Bischof von Parnaíba
- Adelio Tomasin PSDP, 1988–2007
- Ângelo Pignoli, 2007–2021
- Aurélio Pinto de Sousa, seit 2023